# Michael Nazir-Ali
Michael Nazir-Ali (ur. 19 sierpnia 1949 w Karaczi) – pakistański duchowny rzymskokatolicki, konwertyta, były biskup Kościoła Anglii.

## Życiorys
Urodził się w 1949 roku w Karaczi. Jego ojciec był nawróconym na anglikanizm muzułmaninem. W dziecięcym wieku uczył się w katolickiej szkole świętego Pawła. Gdy miał 20 lat przystąpił do Kościoła anglikańskiego. W 1972 roku wyjechał do Wielkiej Brytanii, gdzie rozpoczął studia teologiczne w Ridley Hall. W 1976 roku przyjął w Kościele Anglii święcenia prezbiteratu. W tymże roku powrócił do Pakistanu, gdzie rozpoczął posługę pośród anglikanów w Karaczi. W 1984 roku został pierwszym biskupem diecezji Raiwind. Został wówczas najmłodszym biskupem w całym Kościele anglikańskim. W 1986 roku w związku z zagrożeniem od strony islamistów powrócił do Wielkiej Brytanii. Objął tam funkcję sekretarza generalnego Kościelnego Stowarzyszenia Misyjnego. W 1994 roku został mianowany biskupem Rochester. W 2002 roku był jednym z głównych kandydatów do objęcia funkcji arcybiskupa Canterbury, duchownej głowy Kościoła Anglii. W 2009 roku zrezygnował z funkcji biskupa Rochester, żeby w utworzyć w Oksfordzie ośrodek promujący ewangelikalny nurt anglikanizmu oraz dialog z innymi religiami.
14 października 2021 konwertował na katolicyzm i wstąpił do Ordynariatu Personalnego Matki Bożej z Walsingham. 
28 października 2021 został wyświęcony na diakona, a 30 października na prezbitera.

## Poglądy
Michael Nazir-Ali był przeciwny wobec niektórych reform w Kościele Anglii, jak m.in. wyświęcaniu homoseksualistów na księży. Jest krytykiem aborcji i in vitro.

## Życie prywatne
Ze względu na brak celibatu w kościele anglikańskim zawarł związek małżeński z Valerie Cree. Mają dwoje dzieci.
Z powodu zawarcia związku małżeńskiego nie może otrzymać sakry biskupiej w Kościele rzymskokatolickim.
Jest poetą i miłośnikiem gry w scrabble.